# آليس شفارتسر

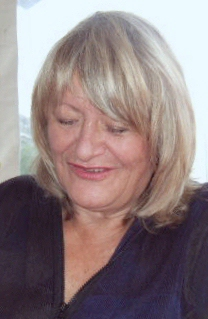
آليس شفارتسر

آليس شفارتسر بالألمانية (بالألمانية: Alice Schwarzer) أحدالوجوه النسائية المميزة للحركة النسوية في ألمانيا. ولدت في سنة 1942. درست في باريس وعملت فترة طويلة كمراسلة صحفية في ألمانيا للمجلات الفرنسية. تأثرت بحركة تحرير المرأة في فرنسا ونقلت أفكارها لألمانيا. درست في ألمانيا بعد دراستها الأولى في فرنسا علم النفس وعلم الاجتماع. أصدرت المجلة التي تهتم بالشؤون النسوية Emma.
تعتبر من المعارضات للإباحية (البورنو) وكان شاركت في حملة في سنة 1987 بعنوان PorNo. أيدت فيها حظر الإباحية في ألمانيا قائلة ان الإباحية تنتهك كرامة النساء وتمثل شكلا من أشكال العنف ضدهن.

## سيرتها الذاتية ومناصبها
وُلدت شفارتسر لأم عزباء تبلغ من العمر 22 عاماً، كانت والدتها مغنّية ولم تتدخل في تنشئتها لذلك تربّت على يد جدّيها في مدينة فوبرتال الألمانية التي كانت تُعرف بوقوف سكّانها ضد النازيين. خلال الحرب العالمية الثانية، أُجليت شفارتسر إلى بافاريا، ولم تعد إلى حوض الرور حتّى عام 1950. أنهت شفارتسر دراستها في فرنسا ثم عملت صحفية متدربة في مدينة دوسلدورف الألمانية في عام 1966. بدأت مهنتها كصحفية في عام 1969.
عملت شفارتسر موظّفة مستقلّة في العديد من المنابر الإعلامية في مدينة باريس بين عامي 1970 و1974. وفي ذات الوقت، درست علم النفس وعلم الاجتماع ضمن فصول دراسية للعديد من المحاضرين من بينهم الفيلسوف الفرنسي ميشال فوكو. التقت شفارتسر مع جان بول سارتر ودانيال كوهين-بينديت. وكانت واحدة من مؤسسي الحركة النسائية في باريس (MLF) التي وصلت أفكارها إلى ألمانيا. تعاونت شفارتسر مع سيمون دي بوفوار وجين مورو وكاترين دينوف و340 امرأة فرنسية أخرى ليعلنّ أن كلًا منهنّ خضعت لعملية إجهاض غير قانونية في أبريل من العام 1971، وذلك في حملة ناجحة لإضفاء الطابع القانوني على الإجهاض في فرنسا.
اعترفت شفارتسر ورومي شنايدر وسينتا بيرغر و374 امرأة ألمانية أخرى بأنهنّ خضعن للإجهاض في يونيو من العام 1971، وذلك ضمن حملة ناجحة لإضفاء الطابع القانوني على الإجهاض في ألمانيا. كشفت شفارتسر بعد عدة عقود بأنها لم تجر أي عملية إجهاض حقاً. أطلقت على مشروعها اسم «نساء ضد المادة 218» (وهي مادة تنصّ على عدم قانونية الإجهاض في قانون العقوبات الألماني). أصدرت شفارتسر كتابها الأول في خريف عام 1971، وكان كتابها يحمل اسم مشروعها. أُبطل التصديق القانوني المتعلّق بالإجهاض في ألمانيا الغربية بقرار صادر عن المحكمة الدستورية الألمانية في عام 1975.
يُعتبر كتابها «الفرق البسيط وعواقبه الوخيمة» الذي صدر في عام 1975 أحد أكثر كتبها شهرة، وقد ذاع صيتها وتخطّى الحدود الألمانية، إذ تُرجم كتابها هذا إلى إحدى عشرة لغة. أصبحت شفارتسر أحد أكثر النسويات الألمانيات شهرةً وإثارةً للجدل بعد إصدارها لكتابها، وكانت نسويةً تابعةً للموجة النسوية الثانية التي تركّز على مفاهيم المساواة النسوية.
كان أحد أهداف شفارتسر هو تحقيق الاكتفاء الذاتي الاقتصادي للمرأة، فعارضت القانون الذي يُلزم المرأة المتزوّجة بالحصول على إذن من زوجها كي تتمكّن من العمل في وظيفة مأجورة خارج المنزل. أُزيل هذا البند في عام 1976.
نشرت شفارتسر العدد الأول من مجلّتها «إيمّا» في يناير من العام 1977، وركّزت على العمل في مجلّتها في السنوات اللاحقة بصفتها رئيسة تحرير وناشرة.
بدأت شفارتسر حملتها «لا للإباحية» (PorNo) في عام 1987، ودعت من خلالها إلى حظر المواد الإباحية في ألمانيا لأنها تنتهك كرامة المرأة وتشكّل صورةً من صور العنف الإعلامي ضدها، كما أنها تسهم في تعزيز فكرة معاداة النساء والعنف البدني ضدهنّ. لم تحقق حملتها المستمرة أي نجاح يُذكر.
عملت شفارتسر مقدّمة لبرنامج «زايل في العاشرة» التلفزيوني بين عامي 1992 و1993، عُرض هذا البرنامج على قناة «هسن» التلفزيونية الألمانية. تكرر ظهورها على التلفزيون الألماني في جميع القضايا المتعلّقة بالنسوية بعد استضافتها الدائمة في البرامج الحوارية الألمانية.
أصبحت مجلّتها «إيمّا» مجلّةً نصف شهرية في عام 1993، وواصلت شفارتسر كتابتها لعدد أكبر من الكتب في الوقت ذاته، إذ أصدرت كتاباً عن بترا كيلي وجيرت باستيان تحت عنوان «الحب القاتل»، وكتبت عن السيرة الذاتية لكل من رومي شنايدر وماريون دونهوف. بلغ إجمالي عدد الكتب التي أصدرتها بصفتها كاتبة 16 كتاباً، بينما وصل عدد الكتب التي أصدرتها بصفتها ناشرة إلى 15 كتاباً.
شنّت شفارتسر حملةً ضد قانون عام 2002 الذي يشرّع بيوت الدعارة بشكل كامل، حيث نظرت إلى الدعارة على أنها نوع من أنواع العنف ضد المرأة. أيدّت بعض القوانين كالتي توجد في السويد، حيث يُسمح ببيع الأعمال الجنسية ويُحظر شراؤها.
انتقدت شفارتسر في السنوات الأخيرة الإسلام السياسي ومكانة المرأة في الدين الإسلامي بشدّة، وكانت تؤيد حظر ارتداء النساء للحجاب في المدارس العامة وغيرها من الأماكن العامة لأنها كانت تعتبر الحجاب رمزاً قمعياً. حذّرت شفارتسر من الأسلمة التي تزحف إلى أوروبا، حيث ستؤدي على حدّ تعبيرها إلى تآكل حقوق الإنسان وخصوصاً حقوق المرأة.
كتبت شفارتسر لصالح استمرار قانونية ختان الأطفال الذكور.
في شهر يونيو من العام 2018، تزوّجت شفارتسر من شريكة أعمالها طيلة حياتها بيتينا فلينتر.

## التهرّب الضريبي
أنشأت شفارتسر خلال ثمانينيات القرن الماضي حساباً مصرفياً في بنك «لينهاردت وشريكه» الخاص في مدينة زيوريخ السويسرية، وذلك كي تحافظ على أموالها بعيداً عن السلطات الضريبية الألمانية. حوّلت شفارتسر في السنوات اللاحقة أرباحها التي كسبتها من بيع الكتب والعروض التقديمية العلنية إلى حسابها المصرفي في سويسرا كي تتجنّب دفع الضرائب في ألمانيا. تراكمت أموالها غير القانونية لتصل إلى مبلغ يقدّر بأربعة ملايين يورو شاملين للفوائد والفوائد المركّبة.
وفقاً للمادة 371 من قانون الضرائب الألماني، يتمكّن مرتكب التهرّب الضريبي من تجنّب العقوبة إن اعترف بالجريمة وقدّم كشفاً كاملاً عن ضرائبه غير المدفوعة للسلطات. حاولت شفارتسر أن تبقي الكشف بينها وبين السلطات الضريبية الألمانية، وعلى الرغم من ذلك كتبت صحيفة «دير شبيغل» الألمانية مقالاً استقصائياً حول هذا الأمر في شهر فبراير من العام 2014، ما جعل من قضيتها قضيةً عامةً بالكامل.
ردّت شفارتسر على هذا المقال بنشر بيان على صفحتها الإلكترونية الخاصة تحت عنوان «عن حساب المرء الشخصي». اعترفت في بيانها بأنها متهرّبة ضريبياً وحاولت أن تبرئ نفسها بادّعائها أنها كانت خائفة من المعارضين السياسيين في ألمانياً سابقاً، وأنها كانت «خائفة حقّاً» من فكرة اضطراراها لمغادرة البلاد في يوم من الأيام، وبالتالي فهي بحاجة لأن تستعدّ مالياً لهذا اليوم.
داهمت السلطات الضريبية الألمانية والمدّعين العامّين المكلّفين بالقضايا الجنائية عدداً من العقارات التي تمتلكها شفارتسر في شهر مايو من العام 2014. وفي ذات الوقت، تمّ العمل بمذكرات التفتيش القضائية التي أُصدرت للبحث في العديد من حساباتها المصرفية، واتضّح أن الكشف الذي قدّمته شفارتسر لسلطة الضرائب الألمانية لم يكن صحيحاً، وأنها لم تغطِّ مبلغ ضرائبها غير المدفوعة بشكل كامل. وفي مثل هذه الحالة، لا تحمل الكشوفات أيّ أثرٍ يبرّئها من التهم بموجب قانون الضرائب الألماني. غرّمت المحكمة المحلّية في كولونيا شفارتسر بمبلغ من ستّ خانات بتهمة التهرّب الضريبي.

## جوائزها
- حصلت على «وسام استحقاق جمهورية ألمانيا الاتحادية- رتبة فارس» في عام 1996، وحصلت بعدها على «وسام استحقاق جمهورية ألمانيا الاتحادية- رتبة ضابط» في عام 2005. ويعتبر وسام استحقاق جمهورية ألمانيا الاتحادية وسام الدولة العام الوحيد في جمهورية ألمانيا الاتحادية.
- حصلت على «جائزة الدانوب» عن «كفاحها الانفعالي من أجل حقوق المرأة» في عام 2004.
- حصلت على «وسام جوقة الشرف الفرنسي-رتبة فارس» في ديسمبر من العام 2004.
- حصلت على «جائزة الدولة» من حكومة ألمانيا الاتحادية في ولاية شمال الراين-وستفاليا في 15 يناير من العام 2005.
- حصلت على «جائزة مؤسسة إيلس ماير» في عام 2007.

## روابط خارجية
- آليس شفارتسر على موقع IMDb (الإنجليزية)
- آليس شفارتسر على موقع مونزينجر (الألمانية)
- آليس شفارتسر على موقع ألو سيني (الفرنسية)
- آليس شفارتسر على موقع ميوزك برينز (الإنجليزية)
- آليس شفارتسر على موقع ديسكوغز (الإنجليزية)
- آليس شفارتسر على موقع قاعدة بيانات الفيلم (الإنجليزية)